# Seznam českých osobností 20. století, K–N

## K
- Miloslav Kabeláč (1. 8. 1908 Praha – 17. 9. 1979 tamtéž) – skladatel, pedagog, sbormistr, dirigent, klavírista, rozhlasový pracovník
- Jan Kačer (3. 10. 1936 Holice v Čechách – 24. 5. 2024) – divadelní režisér, herec
- Irena Kačírková (24. 3. 1925 Praha – 26. 10. 1985 Praha) – herečka
- Bohumil Kafka (14. 2. 1878 Nová Paka – 24. 11. 1942 Praha) – sochař
- Franz Kafka (3. 7. 1883 Praha – 3. 6. 1924 Kierling u Klosterneuburgu) – pražský německý prozaik
- Karel Kachyňa (1. 5. 1924 Vyškov – 12. 3. 2004 Říčany) – filmový režisér
- Josef Kainar (29. 7. 1917 Přerov – 16. 11. 1971 Dobříš) – básník
- Viktor Kalabis (27. 2. 1923 Červený Kostelec u Náchoda – 28. 9. 2006 Praha) – skladatel, klavírista, dirigent, pedagog
- Záviš Kalandra (10. 11. 1902 Frenštát pod Radhoštěm – 27. 6. 1950 Praha) – historik, estetik, publicista, kritik
- Josef Kalfus (25. 6. 1880 Železný Brod – 12. 6. 1955 Železný Brod) – národohospodář, politik, ministr protektorátní vlády, účastník protinacistického odboje
- Zdeněk Kalista (22. 7. 1900 Benátky nad Jizerou – 17. 6. 1982 Praha) – historik, básník, esejista, literární kritik
- Zdeněk Kaloč (10. 12. 1938 Ostrava) – režisér, dramatik, pedagog
- Jan Kalvoda (30. 10. 1953 Praha) – právník, politik
- Eva Kantůrková (11. 5. 1930 Praha) – prozaička, filmová, televizní scenáristka
- Miloslav Kaňák (17. 2. 1917 Bakov nad Jizerou – 24. 1. 1985 Praha) – teolog a duchovní Církve československé husitské, vysokoškolský pedagog
- Antonín Kapek (6. 6. 1922 Roudnice nad Labem – 23. 5. 1990 Svinná) – komunistický politik
- Josef Kaplický (19. 3. 1899 Vysoké Mýto – 1. 2. 1962 Praha) – malíř, grafik, architekt, sochař
- Jan Kapr (12. 3. 1914 Praha – 29. 4. 1988 Praha) – skladatel, teoretik, pedagog
- Jan Kapras (17. 1. 1880 Brno – 13. 5. 1947 Nový Bydžov) – právní historik, pedagog, politik
- Jan Karafiát (4. 1. 1846 Jimramov – 31. 1. 1929 Praha) – evangelický duchovní, teolog, spisovatel, biblista, pedagog
- Bedřich Karen (15. 10. 1887 Plzeň – 21. 8. 1964 Mariánské Lázně) – herec, vlastním jménem Bedřich Fremmer
- Josef Karlík (19. 3. 1928 Kroměříž – 30. 10. 2009 Brno) – herec
- Vladimír Karfík (26. 10. 1901 Idria, Slovinsko – 6. 6. 1996) – architekt
- Franz Karmasin (2. 9. 1901 Olomouc – 25. 6. 1970 Steinach, SRN) – českoněmecký pronacistický politik působící na Slovensku
- Karel Kašpar (16. 5. 1870 Mirošov u Rokycan – 21. 4. 1941 Praha) – římskokatolický teolog, duchovní, arcibiskup pražský
- František Kaván (10. 9. 1866 Lhota Vchovská u Jilemnice – 16. 12. 1941 Libuň u Jičína) – malíř, krajinář
- Václav Kejř (15. 10. 1904 Bechlín – 19. 1. 1989 Mělník) – evangelický teolog, duchovní a synodní senior Českobratrské církve evangelické
- Josef Kemr (20. 6. 1922 Praha – 15. 1. 1995 Praha) – herec
- Radim Kettner (5. 5. 1891 Praha – 9. 4. 1967 Praha) – geolog
- Miloš Kirschner (16. 4. 1927 Praha – 2. 7. 1996) – loutkář, autor loutkových her
- Egon Erwin Kisch (29. 4. 1885 Praha – 31. 3. 1948 Praha) – českoněmecký reportér
- Karel Klapálek (26. 5. 1893 Nové Město nad Metují – 18. 11. 1984 Praha) – československý generál
- Otakar Klapka (27. 4. 1891 Raná u Hlinska – 4. 10. 1941 Praha-Ruzyně) – právník, politik, pražský primátor, účastník protinacistického odboje
- Václav Klaus (19. 6. 1941 Praha) – ekonom, politik, český prezident
- Ivan Klíma (14. 9. 1931 Praha) – prozaik, dramatik, publicista
- Karel Zdeněk Klíma (30. 10. 1883 Brno – 23. 8. 1942 Terezín) – novinář, publicista, účastník protinacistického odboje
- Ladislav Klíma (22. 8. 1878 Domažlice – 19. 4. 1928 Praha) – filosof, prozaik, dramatik, básník
- Vlastimil Klíma (10. 12. 1898 Praha – 23. 12. 1987 Praha) – právník, publicista, politik
- Václav Klofáč (21. 9. 1868 Německý, dnes Havlíčkův Brod – 10. 7. 1942 Praha) – národně-socialistický politik, novinář
- Elmar Klos (26.1. 1910 Praha – 19. 7. 1993 Praha) – filmový režisér, scenárista, dramaturg
- Karel Kludský (17. 12. 1864 – 8. 8. 1927 Jirkov) – artista, majitel cirkusu
- Vladislav Klumpar (9. 8. 1893 Praha – 27. 6. 1979 Montreal) – právník, veřejný činitel, protektorátní ministr
- Jan Klusák (18. 4. 1934 Praha) – skladatel, herec, publicista
- Eva Kmentová (6. 1. 1928 Praha – 8. 4. 1980 Praha) – sochařka
- František Kmoch (1. 8. 1848 Zásmuky u Kolína – 30. 4. 1912 Kolín) – skladatel, kapelník
- Josef Knap (28. 7. 1900 Podůlší u Jičína – 13. 12. 1973 Praha) – prozaik, divadelní, literární kritik, básník
- Milan Knížák (19. 4. 1940 Plzeň) – malíř, sochař, designér („multimediální umělec“)
- Jan Koblasa (5. 10. 1932 Tábor) – německý sochař, malíř, grafik českého původu
- František Kobliha (17. 11. 1877 Praha – 12. 12. 1962 Praha) – malíř, grafik
- Michael Kocáb (28. 7. 1954 Praha) – hudebník, politik
- Quido Kocian (7. 3. 1874 Ústí nad Orlicí – 3. 1. 1928 Hořice v Podkrkonoší) – sochař
- Odolen Kodym (14. 4. 1898 Praha – 3. 7. 1963 Praha) – geolog
- Alex Koenigsmark (27. 5. 1944 Plzeň) – dramatik, scenárista
- Bruno Köhler (16. 7. 1900 Nové Město pod Smrkem – 1989 Praha) – českoněmecký komunistický politik
- Eduard Kohout (6. 3. 1889 České Budějovice – 25. 10. 1976 Praha) – herec
- Pavel Kohout (20. 7. 1928 Praha) – prozaik, dramatik, básník, scenárista, publicista thrilleru.
- Erik Kolárv (18. 4. 1906 Praha – 16. 1. 1976 Nyon, Švýcarsko) – loutkový režisér, dramaturg, pedagog
- Jiří Kolář (24. 9. 1914 Protivín – 11. 8. 2002 Praha) – básník, výtvarník, překladatel
- Drahomír Kolder (29. 12. 1925 Ostrava – 20. 8. 1972 Praha) – politický pracovník
- David Koller (27. 9. 1960 Praha) – zpěvák, hudebník, skladatel
- Stanislav Kolíbal (11. 12. 1925 Orlová) – sochař, malíř, jevištní výtvarník
- Valtr Komárek (10. 8. 1930 Hodonín) – ekonom, politik
- Vladimír Komárek (10. 8. 1928 Hořensko, okres Semily – 24. 8. 2002) – malíř, grafik, ilustrátor
- Jan Konůpek (10. 10. 1883 Mladá Boleslav – 15. 3. 1950 Praha) – malíř, grafik, rytec
- Václav Konzal (13. 12. 1931 Praha) – paleoslovenista, překladatel, vědecký pracovník Slovanského ústavu AV ČR
- Zdeněk Kopal (4. 4. 1914 Litomyšl – 23. 6. 1993 Manchester) – astronom působící ve Velké Británii
- Jan Kopecký – automobilový závodník
- Miloš Kopecký (22. 8. 1922 Praha – 16. 2. 1996 Praha) – herec
- Václav Kopecký (27. 8. 1897 Kosmonosy – 5. 8. 1961 Praha) – komunistický politik
- Marek Kopelent (28. 4. 1932 Praha – 12. 3. 2023 Praha) – skladatel, pedagog, redaktor, organizační pracovník
- Ladislav Kopřiva (28. 6. 1897 Ivanovice na Hané) – komunistický politik, ministr národní bezpečnosti
- Otomar Korbelář (3. 11. 1899 Praha – 30. 11. 1976 Praha) – herec, režisér, ředitel divadla
- Jaromír Korčák (12. 7. 1895 Vrážné u Jevíčka – 6. 10. 1989) – geograf, demograf a statistik
- Josef Korčák (17. 12. 1921 Holštejn u Blanska – 5. 10. 2008) – komunistický politik
- František Kordač (11. 1. 1852 Seletice u Libáně – 26. 4. 1934 Praha) – římskokatolický teolog, duchovní, arcibiskup pražský
- Vladimír Körner (12. 10. 1939 Prostějov) – prozaik, filmový scenárista
- Oldřich František Korte (26. 4. 1926 Šaľa, Slovensko) – skladatel, klavírista, kritik, publicista, fotograf
- Karel Kosík PhDr., DrSc. (26. června 1926 Praha – 21. února 2003) český filosof, historik a sociolog
- Petr Kostka (11. 6. 1938 Říčany) – herec
- Stanislav Kostlivý (30. 10. 1877 Vídeň – 7. 12. 1946 Praha) – lékař-chirurg
- Zdeněk Košler (25. 3. 1928 Praha – 2. 7. 1995 Praha) – dirigent.
- František Kotalík (13. 9. 1917 Plzeň – 21. 9. 1993 Praha) – římskokatolický duchovní, teolog, biblista, vysokoškolský pedagog
- Pravoslav Kotík (1. 5. 1889 Slabce u Rakovníka – 14. 1. 1970 Praha) – malíř, grafik, ilustrátor
- Václav Kotěšovec (29. 7. 1956 Praha) – skladatel šachových úloh, historik šachové tvorby, programátor, zakladatel první české internetové knihovny
- František Koukolík  (* 22. 11 1941) – lékař, popularizátor vědy, spisovatel
- Miroslav Kouřil (15. 10. 1911 Jaroměř – 29. 9. 1984 Praha) – scénograf
- Jiří Kout (26. 12. 1937 Praha) – dirigent
- Jaromír Koutek (1. 4. 1902 Třebíč – 5. 2. 1983 Praha) – geolog
- František Kovárna (17. 9. 1905 Krpy u Mělníka – 19. 6. 1952 New York) – historik umění, výtvarný kritik
- František Kovář (2. 9. 1888 Sebranice – 12. 6. 1969 Praha) – teolog, duchovní, biskup a patriarcha Církve československé husitské
- František Kovářík (1. 10. 1886 Plzeň – 1. 10. 1984 Praha) – herec
- Karel Kovařovic (9. 12. 1862 Praha – 6. 12. 1920 Praha) – skladatel, dirigent, harfenista, šéf opery
- Jan Blahoslav Kozák (4. 8. 1888 Čáslav – 9. 1. 1974 Praha) – filozof, teolog, politik, vysokoškolský pedagog
- Karel Koželuh (7. 3. 1895 Praha – 27. 4. 1950 Klánovice u Prahy) – sportovec
- Helena Koželuhová (7. 5. 1907 Brno – 6. 5. 1967 Boston) – právnička, politička, novinářka
- Vladimír Krajina (30. 1. 1905 Slavice u Třebíče – 1. 6. 1993 Vancouver, Kanada) – vědec, pedagog, politik, účastník protinacistického odboje
- Ivan Král (12. 5. 1948 Praha) – hudebník
- Josef Král (31. 10. 1882 Peřinov u Jilemnice – 22. 2. 1978 Praha) – filosof, sociolog
- Václav Král (9. 3. 1926 – 12. 12. 1983 Praha) – marxistický historik
- Sabina Králová (21. 8. 1970 Hradec Králové) – herečka
- Karel Kramář (27. 12. 1860 Vysoké nad Jizerou – 26. 5. 1937 Praha) – československý politik, účastník protirakouského odboje
- Vincenc Kramář (8. 5. 1877 Vysoké nad Jizerou – 7. 11. 1960 Praha) – historik umění, kritik, sběratel
- Hans Krása (30. 11. 1899 Praha – po 16. 10. 1944 Osvětim) – českoněmecký skladatel, klavírista
- Marta Krásová (16. 3. 1901 Protivín – 20. 2. 1970 Vráž u Písku) – pěvkyně-mezzosopranistka
- Martin Kratochvíl (22. 5. 1946 Praha) – hudebník, podnikatel
- Jarmila Kratochvílová (26. 1. 1951 Golčův Jeníkov) – atletka
- Karel Krautgartner (20. 7. 1922 Mikulov – 20. 9. 1982 Kolín nad Rýnem v Německu) – hudebník
- Hans Krebs (26. 4. 1888 Jihlava – 15. 2. 1947 Praha) – českoněmecký politik
- Karl Kreibich (14. 12. 1883 Cvikov – 2. 8. 1966 Praha) – českoněmecký komunistický politik, novinář, publicista
- Jaromír Krejcar (25. 7. 1895 Hundsheim, Rakousko – 5. 10. 1949 Londýn) – architekt
- Otomar Krejča (23. 11. 1921 Skrýšov u Pelhřimova) – divadelní režisér, herec, ředitel
- František Krejčí (21. 8. 1858 Hostinné, okres Trutnov – 24. 5. 1934 Praha) – filosof, psycholog
- Iša Krejčí (10. 7. 1904 Praha – 6. 3. 1968 Praha) – skladatel, dramaturg, dirigent
- Ludvík Krejčí (17. 8. 1890 Tuřany, Brno – 9. 2. 1972 Ústí nad Orlicí) – československý generál
- Oskar Krejčí (13. 7. 1948 Praha) – politolog, vysokoškolský pedagog
- Jiří Krejčík (26. 6. 1918 Praha – 8. 8. 2013 Praha) – filmový režisér, scenárista
- Rudolf Kremlička (19. 6. 1886 Kolín – 3. 6. 1932 Praha) – malíř, grafik
- Ferdinand Krch (7. 5. 1881 Praha – 13. 4. 1973) – pedagogický pracovník, spisovatel
- František Kriegel (10. 4. 1908 Stanislawów, Polsko – 3. 12. 1979 Praha) – lékař, komunistický politik
- Josef Krofta (30. 3. 1943 Uherské Hradiště) – loutkářský režisér
- Kamil Krofta (17. 7. 1876 Plzeň – 16. 8. 1945 Praha) – historik, diplomat, politik
- Jaroslav Krombholc (30. 1. 1918 Praha – 16. 7. 1983 Praha) – dirigent
- Jarmila Kronbauerová (11. 8. 1893 Praha – 6. 11. 1968 Praha) – herečka
- Jarmila Kröschlová (19. 3. 1893 Praha – 9. 1. 1983 Praha) – tanečnice, choreografka
- Václav Krška (7. 10. 1900 Písek – 17. 11. 1969 Praha) – filmový režisér, scenárista, prozaik
- Miroslav Krutina – právník, advokát
- Robin Kvapil (6.8.1982 Brno) režisér
- Vladimír Krychtálek (27. 1. 1903 Brno – 8. 4. 1947 Praha) – novinář, představitel programové kolaborace
- Karel Kryl (12. 4. 1944 Kroměříž – 3. 3. 1994 Mnichov) – hudebník, básník
- Jaroslav Křička (27. 8. 1882 Kelč – 23. 1. 1969 Praha) – skladatel, pedagog, dirigent
- Ludvík Kuba (16. 4. 1863 Poděbrady – 30. 1. 1956 Praha) – malíř, hudebník, spisovatel, folklorista
- Vladimír Kubáč (14. 4. 1929 Praha – 24. 11. 1993 Praha) – teolog a duchovní Církve československé husitské, biblista, vysokoškolský pedagog
- Josef Kubalík (26. 6. 1911 Vrhaveč – 5. 5. 1993 Praha) – římskokatolický duchovní, teolog, filozof, vysokoškolský pedagog
- Jan Kubelík (5. 7. 1880 Michle u Prahy – 5. 12. 1940 Praha) – houslový virtuos, skladatel
- Rafael Kubelík (29. 6. 1914 Býchory, okres Kolín – 11. 8. 1996 Luzern) – dirigent, skladatel, houslista
- Otakar Kubín (fr: Othon Coubine) (22. 10. 1883 Boskovice – 7. 10. 1969 Marseille) – malíř, grafik, sochař
- Jan Kubiš (24. 6. 1913 Dolní Vilémovice – 18. 6. 1942 Praha) – československý voják
- Marta Kubišová (1. 11. 1942 České Budějovice) – zpěvačka
- Bohumil Kubišta (21. 8. 1884 Vlčkovice u Hradce Králové – 27. 11. 1918 Praha) – malíř, grafik, teoretik umění
- Bohuslav Kučera (26. 3. 1923 Lomnice nad Popelkou – 11.3. 2006 Praha) – právník, politik
- Pavel Ludvík Kučera (30. 9. 1872 mlýn Štempach, okres Mělník – 17. 4. 1928 Praha) – lékař, patologický anatom, bakteriolog, hygienik
- Luděk Kula – generál, generální ředitel Vězeňské služby ČR
- Oldřich Kulhánek (26. 2. 1940 Praha) – grafik, ilustrátor
- Ludvík Kundera (22. 3. 1920 Brno – 17.8. 2010) – básník, dramatik, překladatel, kritik
- Milan Kundera (1. 4. 1929 Brno) – prozaik, básník, dramatik, esejista žijící ve Francii
- Ernst Kundt (15. 4. 1897 Lípa – 15. 2. 1947 Praha) – českoněmecký nacionalistický politik
- František Kupka (alias Paul Regnard) (23. 9. 1871 Opočno – 21. 6. 1957 Puteaux u Paříže) – malíř, grafik, ilustrátor působící ve Francii, účastník protirakouského odboje
- Miroslav Kůra (26. 5. 1924 Brno) – tanečník, choreograf, pedagog
- Jarmila Kurandová (30. 1. 1890 Veselá u Počátek – 6. 12. 1978 Brno) – herečka
- Ivan Kurz (19. 11. 1947 Praha) – skladatel, pedagog
- Josef Kurz (3. 2. 1901 Praha – 6. 12. 1972 Praha) – lingvista, slavista, byzantolog, literární historik, vysokoškolský pedagog
- Vilém Kurz (13. 06. 1847 – 6. 3. 1902) – zoolog, politik, spisovatel
- Vilém Kurz (23. 12. 1872 – 25. 5. 1945) – klavírní virtuos a pedagog
- Taras Kuščynskyj (25. 5. 1932 Praha – 27. 12. 1983 Praha) – umělecký fotograf, módní fotograf
- Karel Kutlvašr (27. 1. 1895 Michalovice – 2. 9. 1961 Praha) – československý generál
- František Kutnar (7. 10. 1903 Mlázovice u Jičína – 11. 9. 1983 tamtéž) – historik
- Jaroslav Kvapil (25. 9. 1868 Chudenice – 10. 1. 1950 Praha) – básník, divadelník
- Jan Květ (8. 5. 1896 Jindřichův Hradec – 14. 7. 1965 Praha) – historik umění, scénický výtvarník
- Antonín Kybal (25. 3. 1901 Nové Město nad Metují – 15. 11. 1971 Praha) – malíř, textilní výtvarník
- Vlastimil Kybal (30. 5. 1880 Černochov, okr. Louny – 2. 1.1958 Washington, USA) – československý historik, diplomat
- František Kysela (4. 9. 1881 Kouřim – 20. 2. 1941 Praha) – malíř, grafik, průmyslový, scénický výtvarník
- Vítězslav Kyšer (11. 2. 1898 Přistoupim – 16. 6. 1943 Plötzensee) – legionář, průmyslník, účastník protinacistického odboje

## L
- Josef Lada (17. 12. 1887 Hrusice u Senohrab – 14. 12. 1957 Praha) – malíř, kreslíř, ilustrátor, spisovatel
- Jan Laichter (28. 12. 1858 Dobruška – 31. 10. 1946 Praha) – nakladatel
- Karel Lamač (27. 1. 1897 Praha – 2. 8. 1952 Hamburk, SRN) – filmový režisér, scenárista, herec, podnikatel
- Pavel Landovský (* 11. 9. 1936 Havlíčkův Brod) – herec, dramatik
- František Langer (3. 3. 1888 Praha – 2. 8. 1965 Praha) – dramatik, prozaik, původním povoláním lékař
- Jiří Langer (7. 4. 1894 Praha – 12. 3. 1943 Tel Aviv) – spisovatel, překladatel, znalec judaismu
- Bohuslav Laštovička (29. 4. 1905 Pelhřimov – 30. 3. 1981 Praha) – komunistický publicista, československý politik
- Laura Laubeová – psycholožka, pedagožka
- Vilém Laufberger (29. 8. 1890 Turnov – 29. 12. 1986 Praha) – lékař, fyziolog
- Josef Laufer (20. 4. 1891 Praha – 19. 10. 1966 Praha) – sportovní novinář, rozhlasový reportér
- Arne Laurin (24. 2. 1889 Hrnčíře – 18. 2. 1945 New York, USA) – českoněmecký novinář
- František Laurin (* 12. 11. 1934 Praha) – režisér, pedagog
- Bohumil Laušman (30. 8. 1903 Žumberk (okr. Chrudim) – 9. 5. 1963 Praha) – československý sociálnědemokratický politik
- Eugen Lemberg (27. 12. 1903 Plzeň – 25. 12. 1976 Mohuč, SRN) – českoněmecký historik, sociolog
- Ivan Lendl (* 7. 3. 1960 Ostrava) – tenista
- Vincenc Lesný (3. 4. 1882 Komárovice, okres Třebíč – 9. 4. 1953 Praha) – orientalista-indolog
- Jozef Lettrich (17. 6. 1905 Turčianské Teplice-Diviaky – 29. 11. 1968 New York) – právník, československý politik, publicista
- František Lexa (5. 4. 1876 Pardubice – 13. 2. 1960 Praha) – egyptolog
- Kamil Lhoták (25. 7. 1912 Praha – 22. 10. 1990 Praha) – malíř, grafik, ilustrátor
- Stanislav Libenský (27. 3. 1921 Sezemice – 24. 2. 2002) – sochař, sklářský výtvarník
- Jan Libíček (28. 9. 1931 Zlín – 24. 5. 1974 Praha) – herec
- Theodor von Liebieg (15. 6. 1872 Liberec – 23. 5. 1939 Liberec) – německý průmyslník
- Antonín Jaroslav Liehm (* 2. 3. 1924 Praha) – filmový, literární kritik, publicista, československý komunistický politik, reformní politik
- Josef Liesler (19. 9. 1912 Vidolice u Kadaně – 23. 8. 2005 Praha) – malíř, grafik, ilustrátor
- Evžen Linhart (20. 3. 1898 Kouřim – 29. 12. 1949 Praha) – architekt
- Lubomír Lipský (* 19. 4. 1923 Pelhřimov) – herec
- Oldřich Lipský (4. 7. 1924 Pelhřimov – 19. 10. 1986 Praha) – filmový, divadelní režisér, herec, scenárista
- Ladislav Lis (* 24. 4. 1926 Mláka na Písecku) – politický pracovník
- Vladimír List (4. 6. 1877 Praha – 27. 5. 1971 Brno) – elektrotechnik
- Maxmilián Ervín Lobkowicz (29. 12. 1888 Bílina u Teplic – 1. 4. 1967 Dover v Massachusetts, USA) – šlechtic, československý diplomat
- Rudolf Lodgman (21. 12. 1877 Hradec Králové – 11. 12. 1962 Mnichov, SRN) – českoněmecký politik, německý politik
- Karel Loevenstein (24. 8. 1885 Hradec Králové – 2. 2. 1938 Praha) – právník, národohospodář, průmyslník
- Václav Lohniský (5. 11. 1920 Holice u Pardubic – 18. 2. 1980 Jilemnice u Semil) – herec, režisér
- Emil Artur Longen (29. 7. 1885 Pardubice – 24. 4. 1936 Benešov) – dramatik, režisér, herec, spisovatel, malíř
- Jan Lopatka (7. 2. 1940 Zdíkov – 9. 7. 1993 Praha) – literární kritik, editor
- Alojz Lorenc (* 21. 6. 1939 Trenčín) – československý policejní generál, slovenský podnikatel
- Jarmila Loukotková (* 14. 4. 1923) – spisovatelka
- Pavel Ludikar-Vyskočil (3. 3. 1882 Praha – 20. 2. 1970 Vídeň) – pěvec-basista
- Zdeněk Lukáš (21. 8. 1928 Praha – 13. 7. 2007) – skladatel, sbormistr
- Radovan Lukavský (1. 11. 1919 Praha – 10. 3. 2008 Praha) – herec, pedagog
- Rudolf Lukeš (13. 4. 1897 Kralupy nad Vltavou – 17. 10. 1960 Praha) – organický chemik
- Arnošt Lustig (* 21. 12. 1926 Praha) – spisovatel
- Josef Lux (1. 2. 1956 Ústí nad Orlicí – 22. 11. 1999 Seattle, USA) – křesťanskodemokratický politik
- Vojtěch Boris Luža (23. 3. 1891 Uherský Brod – 2. 10. 1944 Hříště u Přibyslavi) – československý generál, účastník protirakouského, protinacistického odboje

## M
- Josef Macek (13. 9. 1887 Krumpach u Zábřehu – 19. 2. 1972 Vancouver v Kanadě) – národohospodář, sociálnědemokratický politik, publicista
- Josef Macek (8. 4. 1922 Řepov – 10. 12. 1991 Praha) – historik
- Jiří Mahen (12. 12. 1882 Čáslav – 22. 5. 1939 Brno) – básník, dramatik, prozaik, novinář, organizátor brněnského kulturního života
- Otmar Mácha (2. 10. 1922 Ostrava, Mariánské Hory – 14. 12. 2006 Pardubice) – skladatel, rozhlasový pracovník
- Miroslav Macháček (8. 5. 1922 Nymburk – 17. 2. 1991 Praha) – herec, divadelní režisér
- Josef Svatopluk Machar (29. 2. 1864 Kolín – 17. 3. 1942 Praha) – básník, prozaik
- Gustav Machatý (9. 5. 1901 Praha – 14. 12. 1963 Mnichov, Německo) – filmový režisér, scenárista
- František Machník (30. 4. 1886 Nebřehovice u Strakonic – 21. 11. 1967 Ždánice u Hodonína) – pedagog, československý agrární politik, publicista
- Ladislav Machoň (28. 4. 1888 Praha – 22. 12. 1973 tamtéž) – architekt, urbanista, scénický výtvarník, účastník protinacistického odboje
- Otakar Machotka (29. 11. 1899 Praha – 29. 7. 1970 Endicott, USA) – sociolog, československý politik, účastník protinacistického odboje
- Saša Machov (16. 7. 1903 Zhoř u Pacova – 23. 6. 1951 Praha) – tanečník, herec, choreograf, režisér, účastník protinacistického odboje, vlastním jménem František Maťha
- Emerich Maixner (6. 11. 1847 Nižbor – 27. 4. 1920 Praha) – lékař
- Václav Majer (22. 1. 1904 Pochválov – 26. 1. 1972 College Park, USA) – sociálnědemokratický politik
- Vladimír Majer (29. 3. 1903 Praha – 1998) – jaderný, fyzikální chemik
- Cyprián Majerník (24. 11. 1909 Velké Kostolany u Trnavy – 4. 7. 1945 Praha) – malíř slovenského původu
- Marie Majerová (1. 2. 1882 Úvaly – 16. 1. 1967 Praha) – spisovatelka
- Vincenc Makovský (3. 6. 1900 Nové Město na Moravě – 28. 12. 1966 Brno) – sochař, designér, účastník protinacistického odboje
- Josef Maleček (18. 6. 1903 Praha – 26. 9. 1982 Bay Port, USA) – hokejista
- Ivan Málek (28. 10. 1909 Zábřeh – ) – lékař, mikrobiolog
- Jan Malík (15. 2. 1904 Příbram – 27. 7. 1980 Praha) – loutkoherec, režisér, publicista, pedagog
- Karel Malich (18. 10. 1924 Holice – ) – sochař, malíř
- Jan Malypetr (21. 12. 1873 Klobuky – 27. 9. 1947 Slaný) – agrární politik, československý státník
- Václav Malý (21. 9. 1950 Praha – ) – římskokatolický duchovní, biskup
- Emanuel Mandler (2. 8. 1932 Třebíč – 22. 1. 2009 Praha) – publicista, politik
- Jindřich Mánek (18. 7. 1912 Raškovice – 18. 10. 1977 Praha) – teolog, duchovní Církve československé husitské, vysokoškolský pedagog
- Adina Mandlová (28. 1. 1910 Mladá Boleslav – 16. 6. 1991 Příbram) – herečka
- František Mareš (20. 10. 1857 Opatovice – 6. 2. 1942 Hluboká nad Vltavou) – lékař, fyziolog, nacionalistický politik
- Michal Mareš (22. 1. 1893 Teplice – 17. 8. 1971 v Praze) – spisovatel, novinář
- Bohuslav Martinů (8. 12. 1890 Polička – 28. 8. 1959 Liestal, Švýcarsko) – skladatel, houslista, pedagog
- Jaroslav Marvan (11. 12. 1901 Praha – 21. 5. 1974 Praha) – herec
- Otakar Mařák (5. 1. 1872 Ostřihom v Maďarsku – 2. 7. 1939 Praha) – pěvec-tenorista
- Josef Mařatka (21. 5. 1874 Praha – 20. 4. 1937 Praha) – sochař
- Jan Masaryk (14. 9. 1886 Praha – 10. 3. 1948 Praha) – československý diplomat, politik
- Tomáš Garrigue Masaryk (7. 3. 1850 Hodonín – 14. 9. 1937 Lány) – vědec, politik, státník, filozof, první československý prezident
- Alice Masaryková (3. 5. 1879 Vídeň – 5. 11. 1966 Chicago, USA) – socioložka, sociální pracovnice (dcera prezidenta)
- Josef Masopust (9. 2. 1931 Most – ) – fotbalista, trenér
- Vojtěch Mastný (18. 3. 1874 Manětín – 25. 1. 1954 Praha) – právník, československý diplomat, politik
- Josef Mašín (26. 8. 1896 Lačany u Kolína – 30. 6. 1942 Praha) – československý důstojník, účastník protinacistického odboje
- Antonín Matějče (31. 1. 1889 Budapešť – 11. 8. 1950 Rataje nad Sázavou) – historik umění
- Bohumil Mathesius (14. 7. 1888 Praha – 2. 6. 1952 Praha) – literární vědec, překladatel
- Vilém Mathesius (3. 8. 1882 Pardubice – 12. 4. 1945 Praha) – filolog, literární vědec, anglista, bohemista
- Jindřich Matiegka (31. 3. 1862 Benešov – 4. 8. 1941 Mělník) – antropolog, lékař
- Josef Matoušek (25. 5. 1876 Železný Brod – 4. 6. 1945 Praha) – právník, národohospodář, československý politik
- Vlasta Matulová (31. 10. 1918 Brno – 18. 4. 1989 Praha) – herečka
- Waldemar Matuška (2. 7. 1932 Košice – 30. 5. 2009 St. Petersburg, Florida) – zpěvák
- Miloš Matyáš (16. 8. 1923 Praha – ) – fyzik
- Prokop Maxa (28. 5. 1883 Manětín – 9. 2. 1961 Praha) – československý diplomat, politik
- Robert Mayr-Harting (13. 9. 1874 Vídeň – 12. 3. 1948 Praha) – německý právník, pedagog, křesťanskosociální politik působící v Československu
- Mikuláš Medek (3. 11. 1926 Praha – 23. 8. 1974 Praha) – malíř
- Rudolf Medek (8. 1. 1890 Hradec Králové – 22. 8. 1940 Praha) – spisovatel, dramatik
- Dana Medřická (11. 7. 1920 Praha – 21. 1. 1983 Praha) – herečka
- Taťjana Medvecká (10. 11. 1953 Praha) – herečka
- Alfréd Meissner (10. 4. 1871 Mladá Boleslav – 29. 9. 1950 Praha) – právník, sociálnědemokratický politik
- Jiří Meitner (24. 4. 1958 Rýmařov) – malíř, grafik
- Bedřich Mendl (29. 8. 1892 Břežany u Českého Brodu – 28. 9. 1940 Praha) – historik
- Oldřich Menhart (25. 6. 1897 Praha – 11. 2. 1962 Praha) – knižní grafik, typograf
- Vladimír Menšík (9. 10. 1929 Ivančice u Rosic – 29. 5. 1988 Brno) – herec
- Jiří Menzel (23. 2. 1938 Praha) – režisér, herec, scenárista, pedagog
- Vladimír Merta (20. 1. 1946) – hudebník
- Vojta Merten (28. 8. 1895 Praha – 17. 6. 1945 Praha) – herec, divadelní ředitel
- Jiří Mesicki (10. 2. 1925 Vršec v Jugoslávii – ) – politický vězeň, veřejný pracovník
- Oldřich Mikulášek (26. 5. 1910 Přerov – 13. 7. 1985 Brno) – básník, publicista
- Vlado Milunić (3. 3. 1941 Zagreb – 17. 9. 2022) – architekt chorvatského původu (stavitel „tančícího domu“ v Praze)
- Vladimír Mišík (8. 3. 1947 Praha – ) – hudebník
- Rudolf Mlčoch (17. 4. 1880 Třebčín u Prostějova – 8. 4. 1948 Olomouc) – podnikatel, novinář, československý politik
- Zdeněk Mlynář (22. 6. 1930 Vysoké Mýto – 15. 4. 1997 Vídeň) – politolog, politik
- Ladislav Mňačko (28. 1. 1919 Valašské Klobouky u Zlína – 24. 2. 1994 Praha) – slovenský spisovatel, publicista žijící v Praze
- Bohumil Modrý (24. 9. 1916 Praha – 21. 7. 1963 Praha) – hokejista
- Vasil Mohorita (19. 9. 1952 Praha) – politický pracovník, podnikatel
- Emanuel Moravec (17. 4. 1893 Praha – 5. 5. 1945 Praha) – důstojník, politik, účastník protirakouského odboje, čelný představitel kolaborace s nacisty
- František Moravec (23. 7. 1895 Čáslav – 26. 7. 1966 Washington, USA) – československý generál
- Ivan Moravec (9. 11. 1930 Praha) – klavírista, pedagog.
- Václav Morávek (8. 8. 1904 Kolín – 11. 3. 1942 Praha) – československý důstojník, představitel protinacistického odboje
- Antonín Moskalyk (11. 11. 1930 Chust – 27. 1. 2006 Brno) – režisér
- Selma Muhič-Dizdarevič – filosof, pedagožka
- Alfons Mucha (24. 7. 1860 Ivančice – 24. 7. 1939 Praha) – malíř, grafika návrhář, stoupenec svobodného zednářství
- Jiří Mucha (12. 3. 1915 Praha – 5. 4. 1991 Praha) – prozaik, scenárista, překladatel, publicista
- Čestmír Mudruňka (9. 9. 1935 Uhersko u Pardubic) – akademický sochař a restaurátor
- Jan Mukařovský (11. 11. 1891 Písek – 8. 2. 1975 Praha) – estetik, jazykovědec, literární teoretik
- Jiří Müller (28. 12. 1943 Brno – ) – student, disident, politik
- František Müller (5. 2. 1964 Litomyšl) – architekt, výtvarník, moderní básník
- Alois Muna (23. 2. 1886 Lysice – 2. 8. 1943 Kladno) – novinář, československý komunistický politik
- Milan Munclinger (3. 7. 1923 Košice – 30. 3. 1986 Praha) – hudebník, muzikolog a hudební publicista, specialista v oblasti barokní hudby
- Luděk Munzar (20. 3. 1933 Nová Včelnice) – herec
- Alois Musil (30. 6. 1868 Rychtářov u Vyškova – 12. 4. 1942 Otryby u Českého Šternberka) – orientalista, cestovatel
- František Muzika (26. 6. 1900 Praha – 1. 11. 1974 tamtéž) – malíř, scénograf
- Zdeněk Mysliveček (13. 9. 1881 Pelhřimov – 11. 3. 1974 Praha) – neurolog, psychiatr

## N
- Jiří Načeradský (9. 9. 1939 Sedlec na Benešovsku) – malíř
- Kamil Nagy (24. 6. 1873 Bošín – 26. 9. 1939 Praha) – duchovní a synodní senior Českobratrské církve evangelické
- Josef Václav Najman (20. 4. 1882 Bohdanecká Skála u Jičína – 4. 12. 1937 Praha) – novinář, představitel živnostenské strany
- Petr Nárožný (14. 4. 1938 Praha) – herec
- Růžena Nasková (28. 11. 1884 Praha – 17. 6. 1960 Praha) – herečka, spisovatelka
- Martina Navrátilová (18. 10. 1956 Praha) – tenistka
- Josef Nebeský (16. 4. 1889 Radotín – 1966) – agrární politik, představitel Národního souručenství
- Jaromír Nečas (17. 11. 1888 Nové Město na Moravě – 30. 1. 1945 Marston Mawr, V. Británie) – národohospodář, politik
- Miloš Nedbal (28. 5. 1906 Rožmitál pod Třemšínem – 31. 10. 1982 Praha) – herec, pedagog
- Oskar Nedbal (26. 3. 1874 Tábor – 24. 12. 1930 Záhřeb) – skladatel, dirigent, violista
- Miloš Nedvěd (21. 9. 1908 Praha – 23. 3. 1943 Osvětim-Birkenau) – český lékař, internista
- Vladimír Neff (13. 6. 1909 Praha – 2. 7. 1983 Praha) – spisovatel
- Jan Nehera (31. 12. 1899 Kostelec na Hané – Velikonoce 1958 Casablanca) – podnikatel
- Otakar Nejedlý (14. 3. 1883 Roudnice nad Labem – 17. 6. 1957 Praha) – malíř
- Zdeněk Nejedlý (10. 2. 1878 Litomyšl – 9. 3. 1962 Praha) – historik, hudební vědec, politik, publicista
- František Nekolný (26. 11. 1907 Brandýs nad Labem – 4. 10. 1990 Praha) – boxer
- Antonín Němec (17. 2. 1858 Brno – 25. 5. 1926 Praha) – novinář, politik
- Bohumil Němec (12. 3. 1873 Prasek – 7. 4. 1966 Havlíčkův Brod) – botanik, fyziolog rostlin, politik, významný kulturní pracovník
- František Němec (9. 8. 1943 Sezimovo Ústí) – herec
- Jan Němec (12. 7. 1936 Praha) – filmový režisér
- Jiří Němeček (12. 4. 1924 Říčany u Prahy – 15. 1. 1996) – tanečník, choreograf, režisér, pedagog
- František Nepil (10. 2. 1929 Hýskov u Berouna – 8. 9. 1995 Praha) – prozaik, autor dětské literatury, rozhlasový pracovník
- Karel Nepraš (2. 4. 1932 Praha – 5. 4. 2002 Praha) – sochař, grafik
- Josef Nesvadba (13. 6. 1926 Praha – 26. 4. 2005) – spisovatel
- Pavel Nešleha (19. 2. 1937 Praha – 13. 9. 2003 Praha) – malíř, grafik
- Vilém Neubauer – spisovatel
- Karel Neubert (vydavatel) (29. 6. 1894 Praha – 4. 8. 1973 Praha) – nakladatel, účastník protinacistického odboje
- Alois Neuman (12. 3. 1901 Smidary – 27. 7. 1977 Praha) – právník, československý národněsocialistický politik
- Stanislav Kostka Neumann (5. 6. 1875 Praha – 28. 6. 1947 Praha) – básník, publicista, prozaik, kritik
- Václav Neumann (29. 9. 1920 Praha – 2. 9. 1995 Vídeň) – dirigent
- Jiří Neustupný (22. 9. 1905 Plzeň – 28. 8. 1981 Praha) – archeolog, muzeolog
- Gustav Nezval (18. listopad 1907 Brno – 17. září 1998 Praha) – divadelní a filmový herec
- Vítězslav Nezval (26. 5. 1900 Biskoupky u Třebíče – 6. 4. 1958 Praha) – básník, dramatik
- Lubor Niederle (20. 9. 1865 Klatovy – 14. 6. 1944 Praha) – archeolog, antropolog, etnograf, historik
- Jaromír Nohavica (7. 6. 1953 Ostrava) – hudebník
- Karel Noll (4. 11. 1880 Německý, dnes Havlíčkův Brod – 29. 2. 1928 Praha) – herec
- Karel Nonner (14. 5. 1928 Praha – 19. 6. 2007 Most) – herec
- Václav Nosek (26. 9. 1892 Velká Dobrá u Kladna – 22. 7. 1955 Praha) – československý komunistický politik
- Arne Novák (2. 3. 1880 Litomyšl – 26. 11. 1939 Polička) – literární historik, kritik, esejista
- František Novák (10. 9. 1919 Bítovany – 2. 10. 1999 Stará Boleslav) – římskokatolický duchovní, teolog, biblista, vysokoškolský pedagog
- František Novák (26. 8. 1902 Sokoleč u Nymburka – 27. 4. 1940 Neuilly, Francie) – československý letec
- Jan Novák (8. 4. 1921 Nová Říše – 17. 11. 1984 Neu-Ulm, Německo) – skladatel, klavírista, pedagog, autor latinských básní, textů
- Karel Novák (9. 5. 1916 Strakonice – 5. 10. 1968 Praha) – divadelní režisér, ředitel, herec
- Miroslav Novák (26. 10. 1907 Kyjov – 5. 5. 2000 Rouen, Francie) – teolog, duchovní, biskup a patriarcha Církve československé husitské
- Vítězslav Novák (5. 12. 1870 Kamenice nad Lipou – 18. 7. 1949 Skuteč) – skladatel, pedagog
- Ladislav Novomeský (27. 12. 1904 Budapešť – 4. 9. 1976 Bratislava) – slovenský básník, publicista, politik
- Jarmila Novotná (23. 9. 1907 Praha – 9. 2. 1994 New York) – pěvkyně-sopranistka, herečka
- Adolf Novotný (27. 6. 1891 Praha – 22. 5. 1968 Praha) – evangelický duchovní, teolog, biblista, vysokoškolský pedagog
- Antonín Novotný (10. 12. 1904 Praha-Letňany – 28. 1. 1975 Praha) – československý komunistický politik, prezident
- Otakar Novotný (11. 1. 1880 Benešov – 4. 4. 1959 Praha) – architekt
- Václav Novotný (5. 9. 1869 Moravany u Ivančic – 14. 7. 1932 Řevnice u Prahy) – historik
- Oldřich Nový (7. 8. 1899 Praha – 15. 3. 1983 Praha) – herec, zpěvák, režisér, dramatik, textař
- Vilém Nový (16. 5. 1904 Jihlava – 1. 3. 1987 Praha) – novinář, československý komunistický politik
- Willi Nowak (3. 10. 1886 Mníšek pod Brdy – 20. 10. 1977 Praha) – malíř německého původu, národní umělec (1967) loajální socialistickému režimu

## Prameny
Jako pomůcka sloužila encyklopedie KDO JE KDO
a encyklopedie Diderot 2002